# Dacrydium beccarii
Dacrydium beccarii — вид хвойних рослин родини подокарпових.
Видовий епітет вшановує італійського ботаніка Одоардо Беккарі (Odoardo Beccari, 1843—1920), який зібрав типовий зразок.

## Опис
Чагарник або невелике дерево 1-20 (35) м заввишки, до 80 см діаметром, з рясно розгалуженими гілками, які ростуть догори, часто утворюючи щільну парасоле- або куполоподібну крону. Кора луската, коричнева. Листя дуже щільне, так що пагони нагадують хвіст пухнастої тварини. Неповнолітніх рослин листки майже прямі, лінійно-ланцетні, довжиною до 17 мм, шириною 0,2 мм і товщиною 0,1 мм. Дорослих рослин листки довжиною 5-10 мм, шириною 0,3-0,4 мм, товщиною 0,2 мм, дуже густо розташовані, лінійно-ланцетні. Пилкові шишки розміром 7-10 × 2,5-3 мм, натягнуті на кластери стерильних 1-2 мм довжиною приквітників. Насіння повністю відкрите на вершині насіннєвої структури 3 мм завдовжки. Насіння блискуче, темно-коричневий, бл. 4 мм.

## Поширення, екологія
Країни поширення: Індонезія (Молуккські острови, Папуа, Сулавесі, Суматра); Малайзія (півострів Малайзія, Саравак); Папуа Нова Гвінея (архіпелаг Бісмарка); Філіппіни; Соломонові острови. Dacrydium beccarii є найбільш поширеним в низьких (до 20 м) мохових лісах на вилужених, підзолистих піщаних ґрунтах, де він може перевершити полог лісу особливо на гребенях гір на висотах від 500 м до 2500 м над рівнем моря. Крім того, був виявлений на карстовому вапняку, граніті й андезиті, а також на вологих торф'яних ґрунтах. Вид пов'язаний з інших хвойними, такими як Agathis, Dacrycarpus, Falcatifolium gruezoi (наприклад, на горі Халькон на Філіппінах), Nageia wallichiana, а іноді й Sundacarpus amarus. На гірських хребтів може краще конкурувати з численними покритонасінними в цих лісах, де ці покритонасінні залишаються дрібними деревами й чагарниками. У межах ареалу, середня річна температура становить 22,5 °C, з середнім мінімумом в найхолодніший місяць 18.3 °C, а середня річна кількість опадів 3200 мм.

## Використання
Локально використовувалися для деревини; деревина використовується в будівництві будинків і для виготовлення барабанів (Нова Гвінея). Кора використовується в деяких селах в гірській місцевості як ізоляційний матеріал у стінах круглих невеликих будинків або хатин.

## Загрози та охорона
Вирубка лісів і лісозаготівлі, ймовірно, вплинули на субпопуляції. Цей вид присутній в ряді охоронних територій, наприклад Гунунг Леданг [гора Офір] в Малайзії та гора Халькон на Філіппінах.